# マインドファミリーコーポレーション
有限会社マインドファミリーコーポレーションは、遠鉄グループの企業の一つ。岩手県盛岡市に本社を置き、アフラック生命保険の保険代理店業を運営している。
創業は1983年でアフラック専属代理店として創業し、岩手県を中心に事業展開している。

## 沿革
- 1983年- 代表取締役である齊藤敏郎がアフラック専属代理店として創業
- 1996年8月8日 - 資本金3,000千円で有限会社マインドファミリーコーポレーション設立
- 2025年6月1日 - 遠州鉄道株式会社が有限会社マインドファミリーコーポレーションの全株式を取得、系列化[1]

## 店舗
- アフラックサービスショップみたけ店